# David Donald
David Herbert Donald (Goodman, 1 de octubre de 1920-Boston, 17 de mayo de 2009) fue un historiador estadounidense, mejor conocido por su biografía de 1995 sobre Abraham Lincoln. Ganó dos veces el Premio Pulitzer de Biografía por trabajos anteriores; publicó más de 30 libros sobre figuras políticas y literarias de los Estados Unidos y la historia del sur de Estados Unidos.

## Biografía

### Primeros años
Nació en Goodman, Misisipi, un pueblo en el centro del condado de Holmes. La frontera occidental del condado está formada por el río Yazoo y es parte del delta Misisipi-Yazoo.
Con especialización en historia y sociología, obtuvo su licenciatura en Millsaps College en Jackson, Misisipi. Después de obtener una maestría en historia en 1942 por la Universidad de Illinois en Urbana-Champaign, obtuvo su doctorado en 1946 con el eminente estudioso de Lincoln, James G. Randall, en la misma institución. Randall como mentor influyó en la vida y la carrera de Donald; animó a su protegido a escribir su tesis sobre el socio legal de Abraham Lincoln, William Herndon. Donald adaptó y publicó la disertación como su primer libro, Lincoln's Herndon (1948).

### Carrera
Después de completar su doctorado, enseñó en la Universidad de Columbia, la Universidad Johns Hopkins y, desde 1973, la Universidad de Harvard. También enseñó en el Smith College, la Universidad de Gales del Norte (con una beca Fulbright), la Universidad de Princeton, el University College de Londres y se desempeñó como Profesor Harmsworth de Historia Estadounidense en la Universidad de Oxford.
Se desempeñó como presidente de la Asociación Histórica del Sur. También formó parte del consejo editorial de los Documentos de Abraham Lincoln.
Fue profesor Charles Warren de Historia Estadounidense (emérito desde 1991) en la Universidad de Harvard. Escribió más de treinta libros, incluidas biografías bien recibidas de Abraham Lincoln, Thomas Wolfe y Charles Sumner. Se especializó en los períodos de la Guerra Civil y la Reconstrucción de Estados Unidos, y en la historia del sur estadounidense.

### Vida personal
Vivía en Lincoln, Massachusetts, con su esposa Aida DiPace Donald, historiadora y autora. Su esposa también se desempeñó como editora sénior y luego como editora en jefe en Harvard University Press. Falleció de insuficiencia cardíaca en Boston el 17 de mayo de 2009. A Donald le sobrevivieron su esposa, su hijo Bruce Donald y dos nietas.

## Obras
En su introducción, Carl Sandburg, el poeta y biógrafo de Lincoln, elogió el primer libro de Donald como la respuesta a las oraciones de los eruditos: "¿Cuándo alguien va a hacer la vida de Bill Herndon? ¿No ya es hora? Ahora la pregunta está fuera". David M. Potter, un estudioso de la Guerra Civil, dijo que la biografía de Donald sobre Charles Sumner retrataba a "Sumner como un hombre con agudas insuficiencias psicológicas" y exponía la "fachada de pomposa rectitud" de Sumner. Potter concluyó que el enfoque imparcial de Donald hacia Sumner era un modelo para los biógrafos que trabajaban con un tema difícil. "Si eso no hace atractivo a Sumner, [el libro] ciertamente lo hace comprensible".

## Legado y honores
Recibió el Premio Pulitzer de Biografía dos veces, en 1961 por Charles Sumner and the Coming of the Civil War y en 1988 por Look Homeward: A Life of Thomas Wolfe. También recibió varios títulos honoríficos. Recibió el premio Golden Plate de la Academia Estadounidense de Logros en 1997.
Fue nombrado Laureado de la Academia Lincoln de Illinois y el Gobernador de Illinois le otorgó la Orden de Lincoln (el honor más alto del estado) en 2008 en el área de Comunicaciones y Educación. En 2000, recibió el Premio al logro Richard Nelson Current del Lincoln Forum.

## Publicaciones

### Libros
- Herndon de Lincoln (1948)[10]
- Divididos, luchamos: una historia pictórica de la guerra, 1861-1865 (1952)[11]
- Editor, Dentro del gabinete de Lincoln: Los diarios de la guerra civil de Salmon P. Chase. (1954)[12]
- Lincoln reconsiderado: ensayos sobre la era de la guerra civil (1956, 2.ª edición 1961, 3.ª edición 2001) (ISBN 978-0-679-72310-3).[13]
- Charles Sumner y la llegada de la Guerra Civil (1960). Biografía académica ganadora del premio Pulitzer hasta 1860.[14]
- La Guerra Civil y la Reconstrucción (1961; 2001) (ISBN 978-0-393-97427-0), edición de 2001 con Jean H. Baker y Michael F. Holt; Edición de 1961 con James G. Randall.[15]
- Editor, Por qué el Norte ganó la Guerra Civil (1962) (ISBN 978-0-02-031660-2) (edición revisada 1996).[16]
- Editor con Aida DiPace Donald, Diario de Charles Francis Adams, volúmenes 1 y 2, enero de 1820 - septiembre de 1829 (1964), Harvard University Press.[17]
- La política de reconstrucción, 1863-1867 (1965)[18]
- Charles Sumner y los derechos del hombre (1970). Biografía posterior a 1860.[19]
- Mirar hacia casa: una vida de Thomas Wolfe (1987) (ISBN 978-0-316-18952-1).[20]
- Lincoln (1995) (ISBN 978-0-684-80846-8)[21]
- Lincoln en casa: dos destellos de la vida doméstica de Abraham Lincoln (1999) (ISBN 978-0-912308-77-7).[22]
- Somos hombres de Lincoln: Abraham Lincoln y sus amigos (2003) (ISBN 978-0-7432-5468-7).[23]

## Otras fuentes
- Paul Goodman, "Reconsideración de Charles Sumner de David Donald" en The New England Quarterly, vol. 37, núm. 3. (septiembre de 1964), págs. 373–387. en línea en JSTOR
- Ari Hoogenboom, "David Herbert Donald: Una celebración", en A Master's Due: Ensayos en honor a David Herbert Donald, ed. William J. Cooper, Jr., et al. (Prensa de la Universidad Estatal de Luisiana, 1985), 1–15.